# Remo Scappini
Remo Scappini (Empoli, 1º febbraio 1908 – Empoli, 15 giugno 1994) è stato un politico e antifascista italiano.
Fu quadro e poi dirigente del PCI, esule a Parigi e a Mosca durante il periodo fascista, fu poi dirigente della Resistenza a Torino e a Genova. Fu eletto deputato nel 1948 e nel 1953, poi senatore nel 1958. Consigliere comunale a Empoli per 15 anni, poi dall'85 a Genova, ricoprì anche importanti cariche nel PCI, nell'ANPI e nell'ANPPIA.

## Biografia
Nato da una umile famiglia, iniziò a lavorare a soli 10 anni, prima come garzone in varie botteghe e poi, non appena compiuti 14 anni, come operaio di vetreria.
Giovanissimo, nel 1923 (a 15 anni) entrò nella FGCI (Federazione Giovanile Comunisti Italiani) e nel 1926 – insieme alla fidanzata Rina Chiarini, che poi sarebbe diventata sua moglie – si iscrisse al PCI (allora Partito Comunista d'Italia), di cui fu nominato nel 1928 vice responsabile per la Toscana.
Ricercato dalla polizia, si sottrasse all'arresto nell'ottobre del 1930 e nel dicembre riparò a Parigi. Pochi mesi dopo fu inviato a Mosca a studiare alla scuola leninista per quasi due anni. Tornato a Parigi alla fine del 1932, fece parte dell'apparato centrale del partito.
Durante un viaggio clandestino in Italia, fu arrestato a Faenza nell'ottobre del 1933 e venne condannato a 22 anni di reclusione dal Tribunale Speciale per la difesa dello Stato.
Dopo nove anni di carcere, scontati a Fossano e Civitavecchia, nell'ottobre 1942 fu liberato per l'amnistia del ventennale fascista. Il partito, allora retto saldamente da Pietro Secchia, lo mandò a dirigere la federazione provinciale di Torino, dove contribuì alla nascita dei Gruppi di azione patriottica e poi, nel novembre del 1943, a Genova, dove dette un grosso contributo alla guerra di liberazione.
A conclusione dell'opera svolta a Genova, infatti, il 25 aprile 1945, in qualità di presidente del CLN della Liguria, dopo una trattativa a villa Migone (allora sede della Curia arcivescovile), ricevette nelle sue mani la resa del generale Günther Meinhold, comandante delle truppe tedesche.

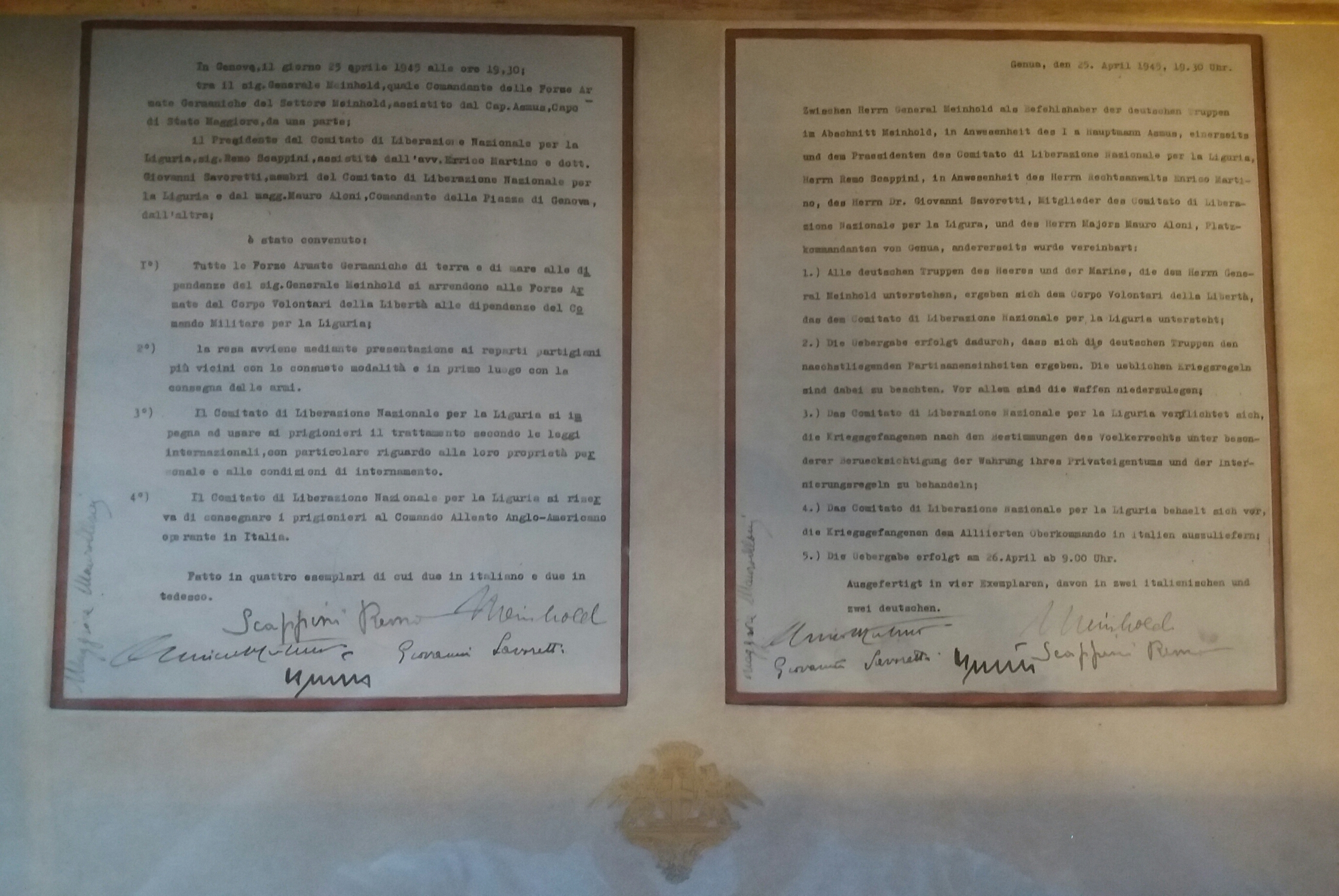
Testo della resa dei tedeschi a Genova, Villa Migone, 25 aprile 1945

Remo Scappini nel 1988.

### Testo della resa
tra il sig. Generale Meinhold, quale Comandante delle Forze Armate Germaniche del settore Meinhold, assistito dal Cap. Asmus, Capo di Stato Maggiore, da una parte;
il Presidente del Comitato di Liberazione Nazionale per la Liguria, sig. Remo Scappini, assistito dall'avv. Errico Martino e dott. Giovanni Savoretti, membri del Comitato di Liberazione Nazionale per la Liguria e dal Magg. Mauro Aloni, Comandante della Piazza di Genova, dall'altra;
è stato convenuto:
1) Tutte le Forze Armate Germaniche di terra e di mare alle dipendenze del sig. Generale Meinhold si arrendono alle Forze Armate del Corpo Volontari della Libertà alle dipendenze del Comando Militare per la Liguria;
2) la resa avviene mediante presentazione ai reparti partigiani più vicini con le consuete modalità e in primo luogo con la consegna delle armi;
3) il Comitato di Liberazione Nazionale per la Liguria si impegna ad usare ai prigionieri il trattamento secondo le leggi internazionali, con particolare riguardo alla loro proprietà personale e alle condizioni di internamento;
4) il Comitato di Liberazione Nazionale per la Liguria si riserva di consegnare i prigionieri al Comando Alleato anglo-Americano operante in Italia.
Fatto in quattro esemplari di cui due in italiano e due in tedesco.
Scappini Remo
Meinhold
avv. Errico Martino
Giovanni Savoretti
Asmus
Maggiore Mauro Aloni»
Nel luglio del 1945 Scappini si trasferì a Roma, chiamato alla Direzione Centrale del PCI: fu membro del Comitato centrale del partito dal 1945 al 1960; segretario della federazione di Pisa dal 1946, nel 1948 fu eletto deputato in quella circoscrizione.
Diventato successivamente (1950) segretario regionale in Puglia, fu rieletto deputato nel 1953, questa volta nella circoscrizione di Bari-Foggia.
Trasferito di nuovo a Firenze nel 1957 come responsabile della Commissione federale di controllo del partito, nel 1958 fu eletto senatore nel collegio Firenze III.
Per 15 anni fu consigliere comunale a Empoli, sua città natale, e, dal 1985, consigliere comunale a Genova.
Scappini ha contribuito alle associazioni antifasciste ANPI (Associazione Nazionale Partigiani d'Italia) e ANPPIA (Associazione Nazionale Perseguitati Politici Antifascisti), di cui ha ricoperto incarichi in ambito toscano e nazionale.

## Opere
- Rina Chiarini e Remo Scappini, Ricordi della Resistenza, Empoli, Cooperativa editografica toscana, 1974, SBN SBL0570067.
- Remo Scappini, I compagni di Firenze : memorie di lotta antifascista, 1922-1943, a cura di Giovanni Gozzini, introduzione di Renzo Martinelli, Firenze, Istituto Gramsci, Sezione toscana/CLUSF, Cooperativa editrice universitaria, 1979, SBN IEI0118082.
- Remo Scappini, Da Empoli a Genova: 1945, prefazione di Paolo Spriano, Milano, La pietra, 1981, SBN SBL0621348.